# Ушкалов, Виктор Фёдорович
Виктор Фёдорович Ушкалов (укр. Ушкалов Віктор Федорович, 22 апреля 1936, Конотоп, Киевская область — 28 декабря 2020) — украинский советский учёный в области прикладной механики. Доктор технических наук, профессор. Член-корреспондент Национальной академии наук Украины, вице президент Украинского общества инженеров-механиков, член Национального комитета по теоретической и прикладной механики Украины. Заслуженный деятель науки и техники Украины.

## Биография
Окончил Варшавский политехнический институт (1960), на учёбу был направлен по программе научно-учебного обмена. По окончании работал в Днепропетровском институте инженеров железнодорожного транспорта, с 1969 по 2018 год — в Институте технической механики НАН Украины, с 1975 года начальник отдела.
Доктор технических наук (1975)

## Научные интересы
Вёл научную работу в области железнодорожного транспорта. Развил методы исследования стационарных и нестационарных случайных колебаний сложных механических систем в их движении. предложил способы идентификации и оптимизации их параметров; разработал математические модели и методы решения задач статистической динамики транспортных средств и перевозимых грузов.
Участник разработки Концепции создания высокоскоростного железнодорожного транспорта в Украине.